# Lucas Jacobsøn Debes

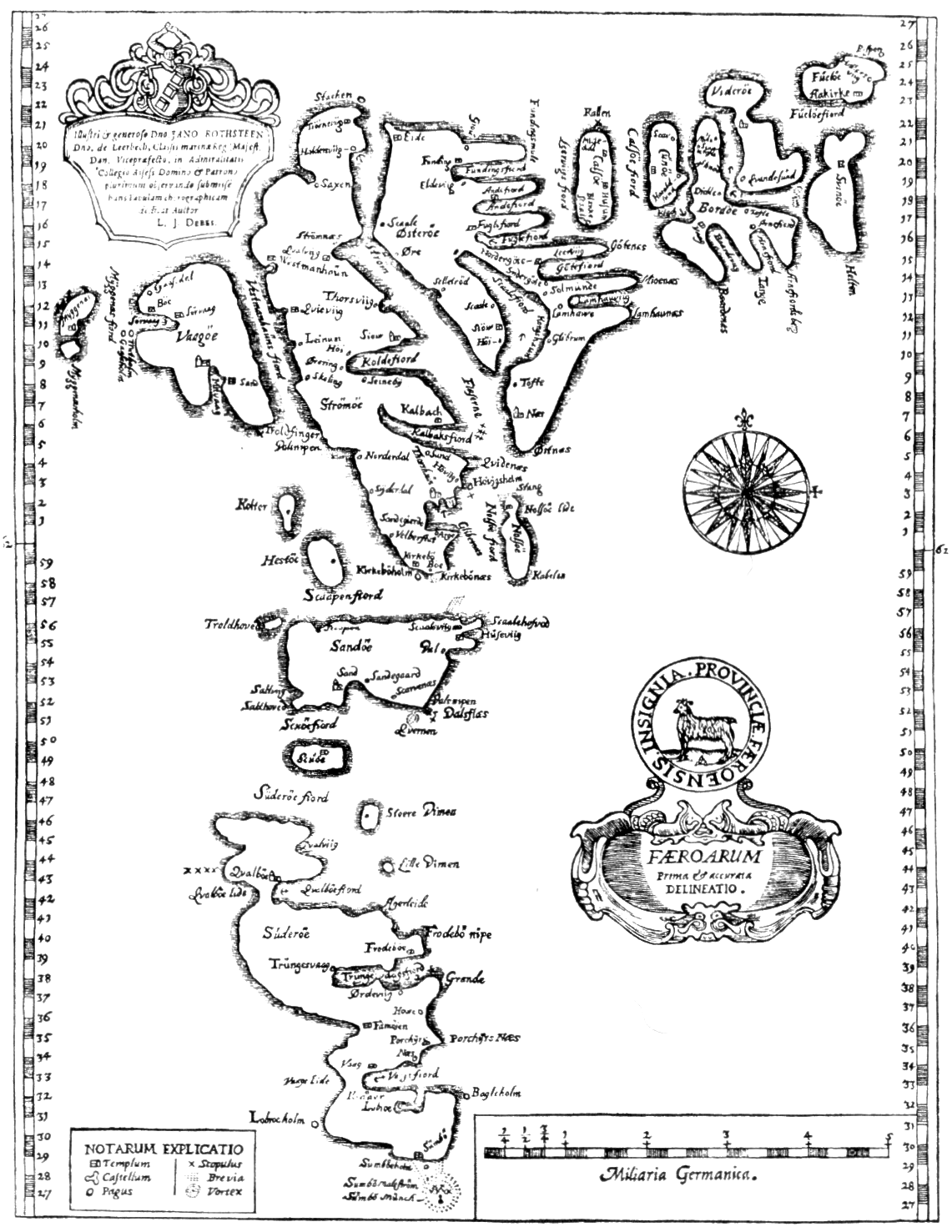
FÆROARUM - Prima & accurata delineatio "Les Féroé - première tracé cartographique, effectué avec précision", œuvre de Lucas Jacobsøn Debes en 1673

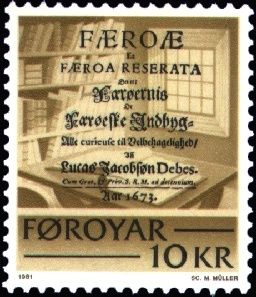
Page de titre de l'ouvrage de Lucas Jacobsøn Debes Færoæ et Færoa Reserata, "Féroïens et Féroé révélés", Copenhague, 1673,
sur un timbre des Postes féroïennes émis le 19 octobre 1981 et gravé par Max Müller

Lucas Jacobsøn Debes (né en 1623 à Stubbekøbing, et mort en 1675 à Tórshavn, aux Féroé) est un pasteur danois qui publia la première monographie consacrée à l'archipel féroïen et y lutta contre les abus de la famille Gabel, détentrice du monopole commercial.

## Biographie
Lucas Jacobsøn Debes nait en 1623 à Stubbekøbing, sur l'île danoise de Falster où son père, Jacob Nielsen, mort en 1633, est d'abord vicaire, avant d'être nommé pasteur dans l'île voisine de Bogø. En 1651, Lucas devient vicaire à Tórshavn, la capitale féroïenne, puis, l'année suivante, toujours dans la même ville, recteur de l'école latine et pasteur de la paroisse couvrant la partie méridionale de l'île de Streymoy. En 1658, durant la guerre contre la Suède, il s'embarque pour regagner le Danemark, sans doute à cause d'un différend qui l'a opposé au bailli (Fúti) Johannes Heidemann, mais durant la traversée, le navire est arraisonné par les Suédois. Retenu une année en captivité à Göteborg, il gagne les faveurs du commandant de la place par son érudition et ses prêches, si bien qu'il finit par être libéré et parvient à Copenhague.
De retour aux Féroé, il y occupe les fonctions de vice-doyen. Toutefois, lorsque Frédéric III concède la suzeraineté sur l'archipel à son favori Christoffer Gabel et à ses descendants, en 1655, puis, en 1662, leur octroie également le monopole" du commerce avec les Féroé, Debes ne tarde pas à entrer en conflit ouvert avec les baillis de cette famille, qui tentent d'opprimer le clergé et, plus généralement, font montre d'un comportement excessivement brutal vis-à-vis des habitants. Dans le même temps, Debes a maille à partir avec le commandant de la redoute de Tórshavn, qui a "honteusement souillé sa demeure".
Malgré ces rapports houleux, il réussit à conforter sa position. En 1670, il devient doyen des Féroé. Soutenu par de nombre d'insulaires, il porte plainte contre des auteurs d'actes vexatoires auprès du commissaire royal qui effectue une visite dans l'archipel en 1670 à l'occasion de l'avènement de Christian V et il est dès lors choisi pour entreprendre le voyage jusqu'à Copenhague en compagnie de quelques autres Féroïens et y plaider la cause des insulaires auprès des autorités gouvernementales.
En 1673, lorsque débarque aux Féroé la commission officielle chargée d'enquêter sur les griefs formulés contre l'administration des Gabel, un grand incendie venait de ravager Tinganes, le quartier central de Tórshavn, où étaient situés les entrepôts du monopole commercial. Il est très probable qu'il a été allumé par les hommes de Gabel, afin d'escamoter des éléments de preuve. Le feu dévore cependant aussi la plupart des documents relatifs à l'histoire féroïenne des siècles antérieurs, apportant ainsi comme un contrepoint ironique à l'œuvre pionnière et de haute importance qu'avait rédigée Debes.
Il mourut peu après son retour aux Féroé, le 28 septembre 1675. Il avait épousé Anne Rasmusdatter, la veuve de son prédécesseur, Hans Rasmussen Færø. Des descendants du couple vivent encore à Tórshavn et dans l'archipel, dont quelque 150 habitants portent aujourd'hui le patronyme de Debes.

## Œuvres
Lucas Jacobsøn Debes profite de son séjour dans la capitale pour obtenir le titre de maître, en mai 1673, et publier deux ouvrages assez singuliers, qu'il avait rédigés dans sa "féroïenne Patmos", à savoir Sa Majesté royale dépeinte par le prophète Jérémie, où il convoque une impressionnante quantité de citations bibliques pour démontrer que les sujets du souverain lui doivent respect, affection, obéissance, fidélité et service, et Féroïens et Féroé révélés, description des îles Féroé et de leurs habitants (Færoæ et Færoa Reserata. Det er Færøernis oc Færøeske Indbyggeris Beskrifvelse), ouvrage fort méritoire pour l'époque en dépit de diverses imperfections. L'édition danoise originale de cette monographie date de 1673; l'ouvrage fut réédité en 1903, 1950 et 1963. Une traduction en anglais parut à Londres dès 1676 et une autre, en allemand, à Leipzig en 1757. La diffusion de cette dernière version, au tirage très modeste, resta longtemps confinée à un petit cercle d'érudits, jusqu'à la réédition commentée qui en fut réalisée en 2005 par les Amitiés germano-féroïennes (Deutsch-Färoischer Freundenkreis) pour célébrer le 330e anniversaire de la mort de son auteur. Historiquement parlant, Færoæ et Færoa reserata fut le premier ouvrage qui ait brossé un tableau complet de l'archipel et de sa population.

## Sources et références
- (de) Cet article est partiellement ou en totalité issu de l’article de Wikipédia en allemand intitulé « Lucas Jacobson Debes » (voir la liste des auteurs).

- (en) Cet article est partiellement ou en totalité issu de l’article de Wikipédia en anglais intitulé « Lucas Debes » (voir la liste des auteurs).